# Adam Harasiewicz
Adam Harasiewicz (sinh ngày 1 tháng 7 năm 1932) là một nghệ sĩ piano cổ điển người Ba Lan. Ông là người giành giải nhất tại cuộc thi piano Chopin quốc tế lần thứ V năm 1955.